# Kobyla (województwo śląskie)
Kobyla (niem. Wilhelmsthal) – wieś w Polsce, położona w województwie śląskim, w powiecie raciborskim, w gminie Kornowac.
W latach 1975–1998 miejscowość administracyjnie należała do województwa katowickiego.

## Geografia
Wioska jest położona 2 kilometry na północny zachód od Kornowaca, wysoko na doliną Odry, dochodząca w niektórych miejscach do 100 metrów sprawia wrażenie punktu widokowego, o przepięknym malowniczym położeniu. W Kobyli jest widok na Racibórz i okolice położone na zachód i północ od miasta, ze wzgórzami łubowickimi oraz Górą Świętej Anny. Przez wieś przepływa struga Żabnica (zwana również Bodek) oraz kilka mniejszych cieków wodnych.

## Historia
Nazwa miejscowości wywodzi się według podania od książęcej stadniny wypasającej konie na tutejszych łąkach.
Wzmiankowana po raz pierwszy pod nazwą Cobela w 1272 roku w wykazie kasztelanii raciborskiej. W 1612 roku miasto Racibórz, zgodnie z nadanym mu urbarzem piwnym, miało prawo wyłącznego wyszynku swojego piwa w karczmie w Kobyli. Wojska Jana III Sobieskiego idącego na odsiecz Wiednia miały obozować między Kobylą a Budzinem.
Urodził się tu Teodor Zaczyk – szermierz, olimpijczyk z Berlina 1936 i Londynu 1948.

## Zabytki

### Kościół pw. Niepokalanego Serca NMP
Kościół pw. Niepokalanego Serca Marii ma jedną nawę, z wieżą w części przedniej, pokrytą płaskim dachem z baniastym hełmem. Budowę świątyni rozpoczęto w 1935 roku, natomiast poświęcenia dokonano w 1940 roku.

### Cmentarz przy ul. Kościelnej
Na nekropolii znajduje się pomnik ku czci poległych w walkach wyzwoleńczych podczas powstań śląskich oraz w obozach koncentracyjnych oraz grób w którym są pochowani żołnierze niemieccy, którzy zginęli na tym terenie podczas II wojny światowej.